# Militaire sociologie
Militaire sociologie is een  deeldiscipline van sociologie. De militaire sociologie bestudeert het militaire milieu als een sociale groep en de plaats van de militaire sociale groepen en individuen in de samenleving. Militaire sociologie streeft er naar op een wetenschappelijk gefundeerde wijze bij te dragen aan het beheer en functioneren van de gewapende machten als deel van de samenleving.

## Ontstaan en evolutie
Gewapende machten hebben altijd al bestaan maar militaire sociologie is een recente discipline.
Relaties binnen de militaire groepen en tussen die groepen en de samenleving waren niettemin, voor “sociologie” een begrip werd, ook al onderwerp van "sociologische" overwegingen in de politiek, in werken van krijgsgeschiedenis en krijgskunde, in memoires van veldheren, in artikels in militaire tijdschriften en ministeriële omzendbrieven, en zelfs in werken over tactische procedés.
Na de Tweede Wereldoorlog aarzelden sociologen aanvankelijk om het gevoelige militaire gegeven te bestuderen.
In de jaren vijftig en zestig werden de politieke en academische wereld geconfronteerd met een zelfbewuste jongere generatie. In België richtten de beroepsmilitairen syndicale organisaties op. In Nederland bestond sedert 1946 de Vakbond voor Burger en Militair defensiepersoneel (VBM). In Nederland werd ook een syndicaat van dienstplichtigen opgericht. In België faalde een poging daartoe.
Politieke en militaire autoriteiten volgden die gebeurtenissen met argwaan, maar namen toch maatregelen om er op positieve wijze mee om te gaan. De behoefte aan inzicht in intermenselijke verhoudingen in de krijgsmacht en in de relaties van de militaire instellingen met de samenleving werd erkend en centra voor sociale studies werden opgericht. In België werden bij Koninklijk besluit van 9 oktober 1959, op voordracht van de Minister van Landsverdediging, een “Centrum voor sociale studies” en een “Centrum voor economische studies” geïnstalleerd, gelast met “studies van menselijke en economische vraagstukken voortvloeiende uit de oprichting en werking van de strijdkrachten”. In Nederland maakten al sedert de jaren twintig psychologen en sociologen deel uit van de krijgsmacht.
Sociologie en militaire sociologie in het bijzonder werden als academische volwaardige wetenschappen aanvaard en een stroom van boeken en artikelen zagen het licht.
Op het einde van de 20ste eeuw verzwakte de interesse weer na de implosie van de Sovjet-Unie, het afschaffen of opschorten van de militaire dienstplicht en de afslanking en professionalisering van de westerse krijgsmachten.
Nogmaals twintig jaar later herleefde de belangstelling met de diepgaand gewijzigde geopolitieke omgeving en de daarmee gepaard gaande nieuwe uitdagingen voor de krijgsmachten. 

## Voorwerp van onderzoek
Militaire sociologie beschrijft de samenstelling en evolutie van militaire instellingen op zich en van haar leden in termen van normen en waarden. Ze onderzoekt de invloed van de militaire instellingen op de kleinere sociale groepen die er deel van zijn en op de individuen.
Militaire sociologie bestudeert de militair-sociale groep in zijn geheel als een deel van de samenleving. Ze beschrijft de groep als een beroepsgroep die, in dienst van en betaald door de ganse gemeenschap, opgeleid werd om zo nodig geweld te gebruiken om de veiligheid van de gemeenschap te verzekeren. Ze bestudeert in detail de verhouding tussen de krijgsmacht en de samenleving. Ze onderzoekt de politieke controle over de militaire instellingen en, andersom, de invloed van het militair milieu op de bevolking in al haar geledingen en op het economisch milieu in het bijzonder.

## Methodologie
Militaire sociologie maakt gebruik van dezelfde wetenschappelijke methodes als de sociologie in het algemeen: studie van bestaande literatuur, enquêtes, interviews en analyse van gegevens die her en der opgeslagen zijn.
Functionele analyse zoals beschreven door Henri Janne in "Le système social; essai de théorie générale" is een techniek waarmee normen zoals stereotiep gedrag, uiterlijk vertoon, ceremonies en rituelen in het militair milieu kunnen onderzocht worden op hun betekenis als bijdrage tot de militaire waarden.

## Militaire sociologen
- J.A.A. van Doorn: Nederlander en een van de grondleggers van de militaire sociologie, auteur van “Sociologie van de organisatie"
- Morris Janowitz: pionier van de Amerikaanse  militaire sociologie, auteur van “The professional soldier, a social and political portrait”
- Gerhard Kümmel: Duitse politieke wetenschapper en directeur van het Centrum voor militaire geschiedenis en sociale wetenschappen van de Bundeswehr
- René König: Duitse militair socioloog, auteur van "Beiträge zur Militär Soziologie"
- Samuel Huntington: Amerikaanse politieke wetenschapper, auteur van “The Soldier and The State”